# はつ恋 (1975年の映画)
『はつ恋』（はつこい）は、1975年11月1日公開の日本映画。
小谷承靖監督、仁科明子（現・仁科亜季子）、井上純一主演。東宝映画製作、東宝配給。カラー / シネマスコープ / 86分。
原作は19世紀ロシアの作家ツルゲーネフの中編小説『初恋』。夏の別荘地で少年が恋した年上の女性が、じつは……という古典的な三角関係の物語を、1970年代の鎌倉に舞台を置き換えて翻案・映画化した。
お嬢様女優として人気絶頂だった仁科明子が、イメージを払拭する大胆な演技で年上の女の揺れ動く心情を演じている。初恋とその喪失を通して大人への一歩を踏み出す少年を演じた井上純一は、ジャニーズJr.出身で「ポスト郷ひろみ」として売り出し中のアイドルだった。

## スタッフ
- 製作 - 貝山知弘
- 原作 - イワン・セルゲーエヴィチ・ツルゲーネフ
- 脚本 - 重森孝子
- 撮影 - 中井朝一
- 美術 - 竹中和雄
- 録音 - 伴利也
- 照明 - 高島利雄
- 編集 - 池田美千子
- 助監督 - 今村一平
- 音響効果 - 三縄一郎
- 監督 - 小谷承靖

## キャスト
- 由木原一彦 - 井上純一
- 由木原直彦 - 二谷英明
- 由木原雅代 - 南風洋子
- 由木原きく - 原ひさ子
- 松宮るお - 仁科明子
- 松宮道子 - 根岸明美
- 松宮昌夫 - 中村健介
- はつ - 笠井うらら
- 守 - 塩崎三樹男
- 木村 - 岸田森
- 阿川 - 内田勝正
- 沢田 - 富川澈夫

## 同時上映
『陽のあたる坂道』
- 原作：石坂洋次郎（3度目の映画化）。監督：吉松安弘。主演：三浦友和、檀ふみ。